# 奈佐日本助
奈佐日本助，或作奈佐日本之介（日语：なさ やまとのすけ、，?—1581年10月24日），但馬国城崎郡奈佐氏的嫡流，是西日本一帶丹後水軍的代表人物。

## 生平
奈佐日本助作為丹後水軍的首領以津居山為根據地發展勢力，服膺於鄰近大名山名氏，且在山陰道海岸設置海關，收取帆別錢。在尼子家遺臣山中鹿之介迎東福寺的尼子勝久為新任家督後，尼子家透過山名家獲得奈佐日本助的協助，趁著毛利元就出兵北九州時，由奈佐日本助帶領由但馬、丹後的漁民操持的數百艘船隻組成的水軍經但馬至出雲間的水路，將三千尼子軍送入出雲奪回了出雲忠山、末次等城，奈佐日本助也親自率領水軍攻下了滿愿寺城，成為毛利家的後患。
為此，毛利元就抽調其孫毛利輝元及次子吉川元春反擊，結果山中鹿之介所在的末次城被奪而逃往因幡，而奈佐日本助見大勢已去，便投降於吉川元春，成為毛利家的一員。
1581年，織田家部將羽柴秀吉攻打山名氏的因幡鳥取城，於是毛利家派出勇將吉川經家擔任鳥取城代一職，奈佐日本助奉命在鳥取城北方的丸山建設一座丸山城，與把守雁金山城的塩冶高清共同負責鳥取城的兵糧轉運。但羽柴秀吉抢占先机，派遣小西行長收購了城內的大批糧食，而宮部繼潤也阻斷了奈佐日本助、塩冶高清經由陸路運送軍糧的途徑。
在毛利家讓奈佐日本助改採海路輸送兵糧入鳥取城時，奈佐日本助卻在千代川河口遭到織田家名將細川藤孝擊沉。至此，鳥取城已陷入孤立無援的境界，城將吉川經家以勿傷城兵的條件開城投降並自盡，而羽柴秀吉以奈佐日本助是海賊魁首，曾襲擊過往船隻，惡逆非道的理由，逼他在丸山城切腹自殺。